# Прапор Бовешена
Прапор Бовешена був прийнятий рішенням ради 18 вересня 1995 року як прапор муніципалітету Бовешен в провінції Валлонський Брабант. Прапор можна описати так:
Жовтий з двома червоними древками, розташованими горизонтально і досягаючи ⅔ частини ширини прапора.
Прапор не був підтверджений урядом Французької спільноти до 28 березня 1997 року. Прапор збігається з лівою частиною міського герба.

Герб Бовешена